# Iglesia de San Julián de Veiga
La Iglesia de San Julián de Veiga (en gallego: Igrexa de San Xián de Veiga) es un templo románico situado en la parroquia gallega de Veiga, en el municipio de Puebla del Brollón, provincia de Lugo. Data del siglo XII, siendo el monumento más antiguo de dicho municipio.

## Historia y características
Datada en la segunda mitad del siglo XII con naves ábsides semicirculares, la nave principal es rectangular con muros de cachotaría, cubierta a dos aguas con tejado de pizarra. La sacristía está adosada a uno de los laterales de la nave. La portada principal es estrecha y alargada, y está reformada. Tiene tres arquivoltas semicirculares peraltadas. Canzorros lisos, astilla con flor de lis y, en el interior, retablo barroco del siglo XVIII, esculturas y campanario con espadaña de cuatro vanos.